# W Series 2022
De W Series 2022 was het derde seizoen van de W Series, een autoraceklasse op Formule 3-niveau geheel voor vrouwen. Het seizoen bestond uit tien races in het voorprogramma van de Formule 1 en wordt georganiseerd door de British Racing and Sports Car Club. Er werd gereden met de Tatuus–Alfa Romeo T-318. Regerend kampioene Jamie Chadwick keerde terug om haar titel te verdedigen.
Na zeven races werd het kampioenschap vroegtijdig beëindigd vanwege financiële problemen. Hierdoor werd Chadwick voor de derde achtereenvolgende keer kampioen in de klasse.

## Coureurs

### Ingeschreven coureurs
Hoewel de organisatie aanvankelijk had aangekondigd om teams die bij de FIA zijn geregistreerd te introduceren, worden alle auto's opnieuw door de organisatie gerund. De ingeschreven teams zijn enkel bedoeld als sponsordeals.
| Team                                     | Nr. | Coureur            | Ronden |
| ---------------------------------------- | --- | ------------------ | ------ |
| Sirin Racing                             | 4   | Emely de Heus      | Alle   |
| Sirin Racing                             | 95  | Beitske Visser     | Alle   |
| CortDAO W Series Team                    | 5   | Fabienne Wohlwend* | Alle   |
| CortDAO W Series Team                    | 19  | Marta García       | Alle   |
| Puma W Series Team                       | 7   | Emma Kimiläinen    | Alle   |
| Puma W Series Team                       | 17  | Ayla Ågren         | 7      |
| Puma W Series Team                       | 63  | Tereza Bábíčková   | 1-6    |
| Jenner Racing                            | 8   | Chloe Chambers     | Alle   |
| Jenner Racing                            | 55  | Jamie Chadwick     | Alle   |
| W Series Academy                         | 10  | Juju Noda**        | Alle   |
| W Series Academy                         | 91  | Bianca Bustamante  | Alle   |
| Click2Drive Bristol Street Motors Racing | 21  | Jessica Hawkins    | Alle   |
| Click2Drive Bristol Street Motors Racing | 27  | Alice Powell       | Alle   |
| Quantfury W Series Team                  | 22  | Belén García       | Alle   |
| Quantfury W Series Team                  | 32  | Nerea Martí        | Alle   |
| Scuderia W                               | 26  | Sarah Moore        | Alle   |
| Scuderia W                               | 44  | Abbie Eaton        | Alle   |
| Racing X                                 | 49  | Abbi Pulling       | Alle   |
| Racing X                                 | 97  | Bruna Tomaselli    | Alle   |

* Fabienne Wohlwend is een Liechtensteinse coureur die met een Zwitserse racelicentie rijdt.

** Juju Noda is een Japanse coureur die met een Deense racelicentie rijdt.

### Selectie
De top 8 coureurs uit het kampioenschap van 2021 hebben zich automatisch gekwalificeerd voor het seizoen 2022. Daarnaast zouden W Series Academy-coureurs Nerea Martí en Irina Sidorkova zeker zijn van een plaats in het seizoen. Later werd aangekondigd dat Sidorkova niet deel zou nemen als gevolg van de internationale sancties tegen Rusland tijdens de Russisch-Oekraïense oorlog.
De volgende vijftien coureurs werden uitgenodigd voor een selectieprocedure, die gedurende de maand januari plaatsvond in de Amerikaanse staat Arizona.
- Madison Aust
- Júlia Ayoub
- Tereza Bábíčková
- Lindsay Brewer
- Léna Bühler
- Bianca Bustamante
- Maite Cáceres
- Chloe Chambers
- Jorden Dolischka
- Hannah Greenemeier
- Nicole Havrda
- Jem Hepworth
- Emely de Heus
- Corinna Kamper
- Lola Lovinfosse

In een test voorafgaand aan het seizoen, gehouden tussen 2 en 4 maart op het Circuit de Barcelona-Catalunya, waren de negen automatisch gekwalificeerde coureurs aanwezig. Zij werden vergezeld door twaalf potentiële coureurs. Vijf van hen waren eerder actief in het kampioenschap, terwijl zes anderen aanwezig waren bij de test in Arizona. Tevens werd Juju Noda toegevoegd aan de line-up.
- Tereza Bábíčková
- Léna Bühler
- Bianca Bustamante
- Chloe Chambers
- Belén García
- Marta García
- Megan Gilkes
- Jessica Hawkins
- Jem Hepworth
- Emely de Heus
- Juju Noda
- Bruna Tomaselli

Op 22 maart 2022 werden, op een na, alle coureurs aangekondigd. Op 22 april werd Abbie Eaton aangekondigd als racecoureur, terwijl Ayla Ågren werd aangesteld als reservecoureur.

## Races
Op 27 januari 2022 werd de kalender van het seizoen 2022 bekend. Alle races vinden, net als in 2021, plaats in het voorprogramma van de Formule 1. De races op het Miami International Autodrome, het Circuit de Barcelona-Catalunya en het Suzuka International Racing Course zijn nieuw, terwijl de races op de Red Bull Ring, het Circuit Spa-Francorchamps en het Circuit Zandvoort zijn verdwenen. De race op het Autódromo Hermanos Rodríguez stond in 2021 oorspronkelijk op de kalender, maar deze werd geschrapt vanwege de coronapandemie.
Op 30 maart werd een nieuwe versie van de kalender naar buiten gebracht, waarop bevestigd werd dat tijdens zowel het eerste weekend in Miami als het laatste weekend in Mexico twee races worden verreden. Op 27 juli werd de race op de Suzuka International Racing Course vervangen door een race op het Marina Bay Street Circuit vanwege logistieke problemen. Op 10 oktober werden de laatste drie races, een op het Circuit of the Americas en twee op het Autódromo Hermanos Rodríguez, afgelast nadat het kampioenschap in financiële problemen was geraakt.
| Ronde | Circuit                        | Data      | Pole position  | Snelste ronde   | Winnend coureur | Winnend team                             |
| ----- | ------------------------------ | --------- | -------------- | --------------- | --------------- | ---------------------------------------- |
| 1     | Miami International Autodrome  | 7 mei     | Nerea Martí    | Emma Kimiläinen | Jamie Chadwick  | Jenner Racing                            |
| 2     | Miami International Autodrome  | 8 mei     | Jamie Chadwick | Abbi Pulling    | Jamie Chadwick  | Jenner Racing                            |
| 3     | Circuit de Barcelona-Catalunya | 22 mei    | Jamie Chadwick | Jamie Chadwick  | Jamie Chadwick  | Jenner Racing                            |
| 4     | Silverstone                    | 3 juli    | Jamie Chadwick | Abbi Pulling    | Jamie Chadwick  | Jenner Racing                            |
| 5     | Circuit Paul Ricard            | 24 juli   | Beitske Visser | Jamie Chadwick  | Jamie Chadwick  | Jenner Racing                            |
| 6     | Hungaroring                    | 31 juli   | Alice Powell   | Jamie Chadwick  | Alice Powell    | Click2Drive Bristol Street Motors Racing |
| 7     | Marina Bay Street Circuit      | 2 oktober | Marta García   | Alice Powell    | Beitske Visser  | Sirin Racing                             |

## Klassement

### Puntensysteem
| Positie | 1e | 2e | 3e | 4e | 5e | 6e | 7e | 8e | 9e | 10e |
| Punten  | 25 | 18 | 15 | 12 | 10 | 8  | 6  | 4  | 2  | 1   |

### Coureurs
- Coureurs vertrekkend van pole-position zijn vetgedrukt.
- Coureurs met de snelste raceronde in cursief.

† Coureur uitgevallen, maar wel geklasseerd omdat er meer dan 75% van de raceafstand werd afgelegd.
| Pos | Coureur           | MIA | MIA | BAR | SIL | LEC | HUN | MAR | Punten |
| --- | ----------------- | --- | --- | --- | --- | --- | --- | --- | ------ |
| 1   | Jamie Chadwick    | 1   | 1   | 1   | 1   | 1   | 2   | DNF | 143    |
| 2   | Beitske Visser    | 3   | 7   | 5   | 5   | 4   | 3   | 1   | 93     |
| 3   | Alice Powell      | DNF | 2   | 3   | 14  | 5   | 1   | 2   | 86     |
| 4   | Abbi Pulling      | 4   | 6   | 2   | 3   | 9   | 5   | 6   | 73     |
| 5   | Belén García      | 7   | 4   | 7   | 8   | 2   | 13  | 4   | 58     |
| 6   | Marta García      | 11  | 9   | 6   | 18  | 6   | 4   | 3   | 45     |
| 7   | Nerea Martí       | 6   | 3   | 8   | 9   | 3   | 12  | 12  | 44     |
| 8   | Emma Kimiläinen   | 15  | 5   | 4   | 2   | 12  | DNF | 9   | 42     |
| 9   | Jessica Hawkins   | 2   | DNF | 11  | 6   | 10  | 14  | 5   | 37     |
| 10  | Fabienne Wohlwend | DNF | 11  | 9   | 4   | 7   | 6   | 8   | 32     |
| 11  | Sarah Moore       | 8   | 8   | 10  | 10  | 8   | 7   | 7   | 26     |
| 12  | Bruna Tomaselli   | 5   | 17  | 12  | 11  | 11  | 10  | 14  | 11     |
| 13  | Abbie Eaton       | DNF | 13  | 16  | 7   | DNF | 8   | 10  | 11     |
| 14  | Juju Noda         | 12  | 15  | 13  | 16  | 13  | 9   | DNF | 2      |
| 15  | Bianca Bustamante | 9   | 14  | 15  | 17  | 15  | DNF | 15  | 2      |
| 16  | Chloe Chambers    | 14  | 10  | 18† | 13  | DNF | 11  | 11  | 1      |
| 17  | Emely de Heus     | 10  | 12  | 14  | 15  | 16  | 16  | 13  | 1      |
| 18  | Tereza Bábíčková  | 13  | 16  | 17  | 12  | 14  | 15  |     | 0      |
| 19  | Ayla Ågren        |     |     |     |     |     |     | 16  | 0      |
| Pos | Coureur           | MIA | MIA | BAR | SIL | LEC | HUN | MAR | Punten |